# Aloe howmanii
Aloe howmanii é uma espécie de liliopsida do gênero Aloe, pertencente à família Asphodelaceae.